# Ilmari Wirkkala

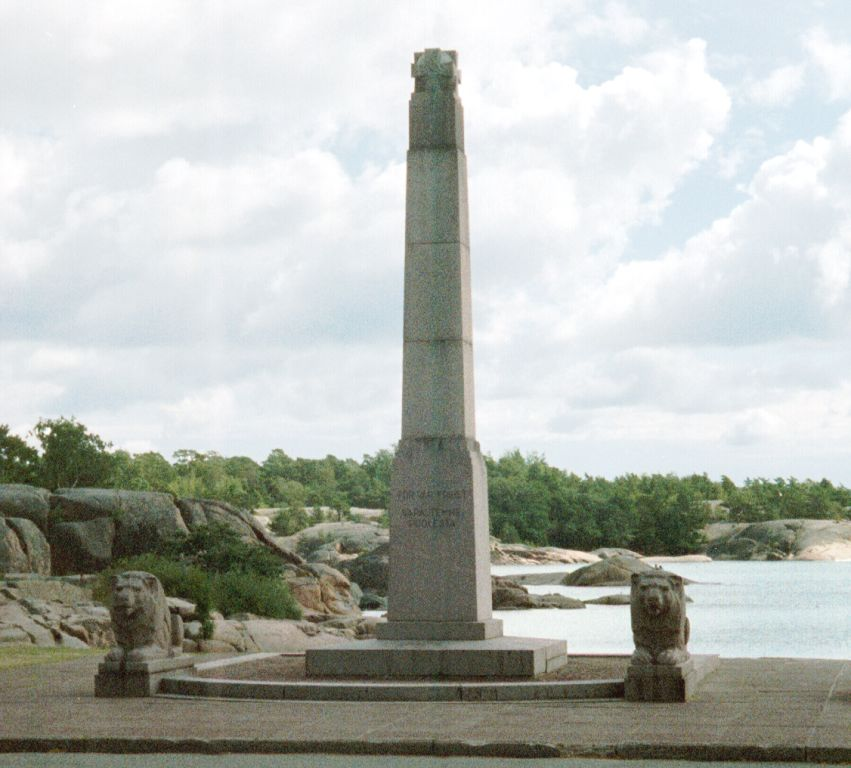
Frihetsmonumentet i Hangö

Matti Ilmari Wirkkala, född 16 oktober 1890 i Kaustby, död 1973, var en finländsk arkitekt och skulptör.
Ilmari Wirkkala ägnade sig framför allt åt att utforma kyrkogårdar. Han utformade Frihetsmonumentet i Hangö, som höggs av Bertel Nilsson. Han var även far till formgivaren Tapio Wirkkala.

## Offentliga verk i urval
- Staty av den fallna hjälten, 1920, Centrumparken, Villmanstrand, granit, 1920
- Frihetsmonumentet i Hangö, 1921
- Hjältemonument, röd granit, 1922, utanför Karstula kyrka
- Krigsmonument, 1948, Kyrkbacken i Tyrnävä